# Kropidło wodne
Kropidło wodne (Oenanthe aquatica (L.) Poir.) – gatunek rośliny z rodziny selerowatych (Apiaceae Lindl.). Występuje w Europie i Azji. W Polsce gatunek pospolity. Rośnie w płytkich wodach. Wykorzystywany był jako roślina lecznicza w ziołolecznictwie ludowym. Roślina jest trująca dla ssaków, zwłaszcza dla koni, bydła i owiec. Zwana bywa też gałuchą wodną.

## Rozmieszczenie geograficzne
Gatunek występuje na rozległych obszarach Europy – północna granica zasięgu biegnie przez Wyspy Brytyjskie, południową Norwegię, Szwecję i Finlandię oraz Rosję na wschód od Zatoki Fińskiej; granica południowa biegnie przez Półwysep Iberyjski, południowe Włochy i Bałkany po Morze Czarne. Na wschodzie sięga za Ural po środkową Azję. Rozproszone stanowiska ma w rejonie Morza Kaspijskiego i w Azji Mniejszej.
W Polsce gatunek rozpowszechniony z wyjątkiem obszarów górskich.

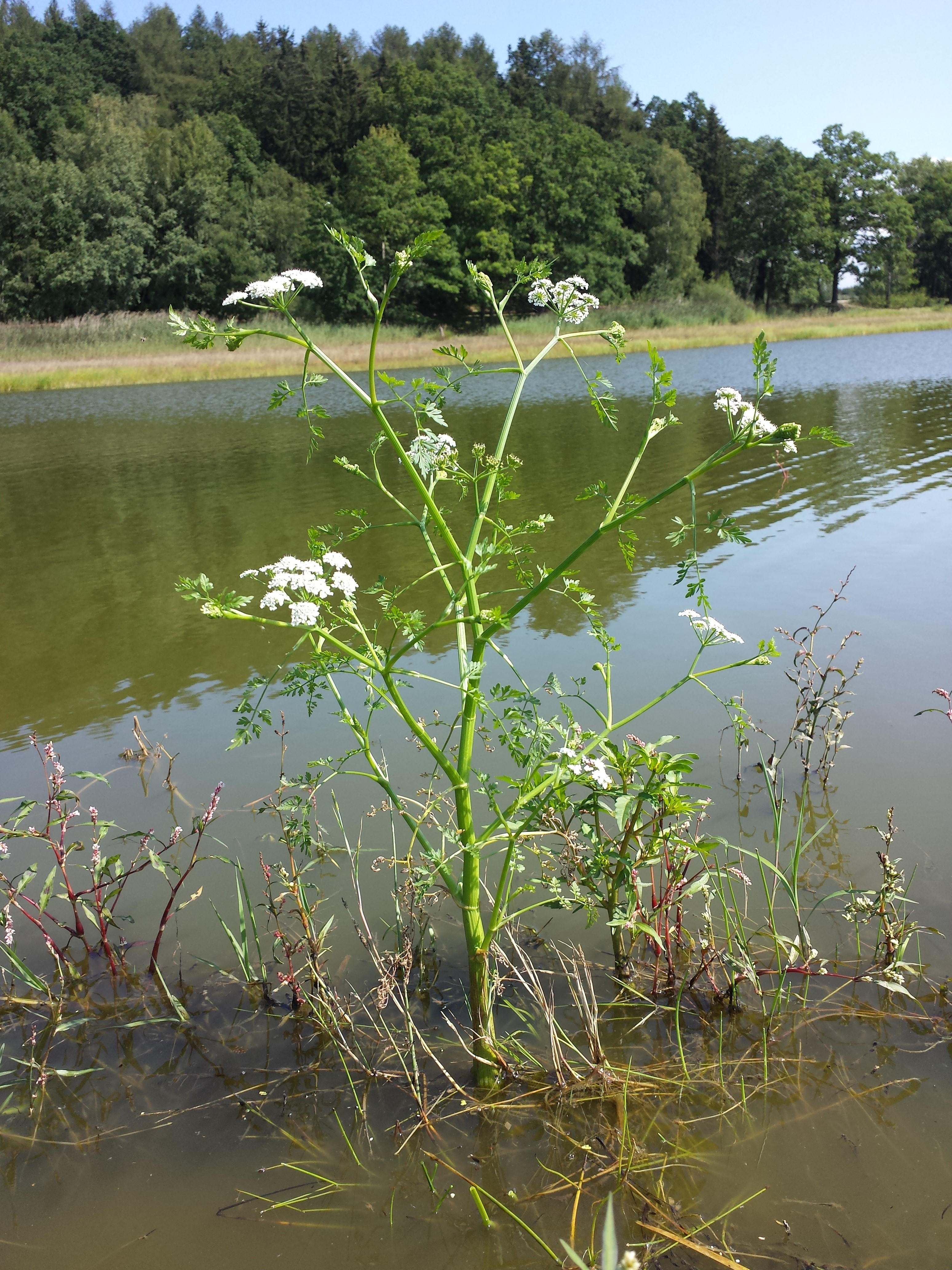
Pokrój

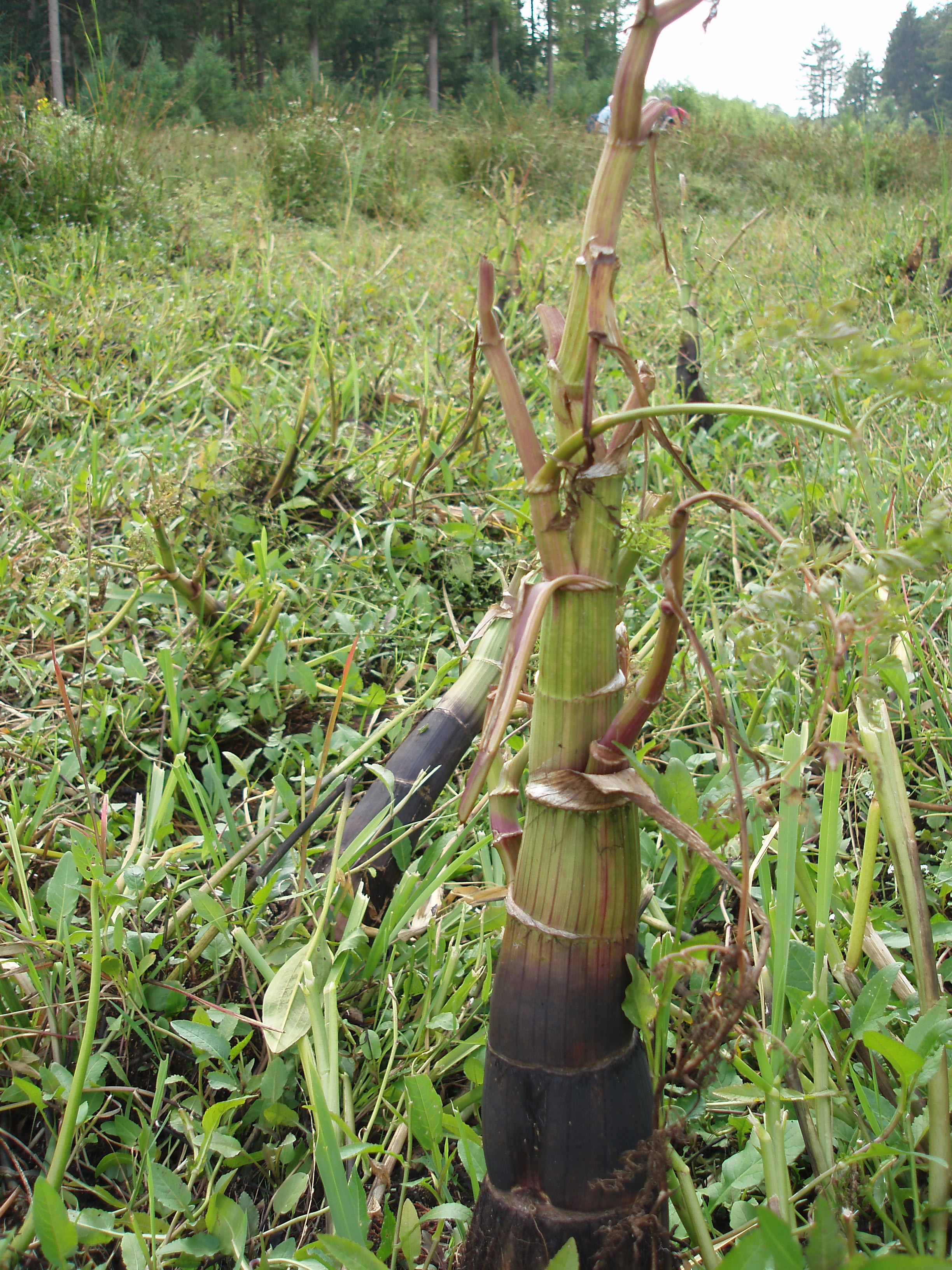
Gruba nasada łodygi

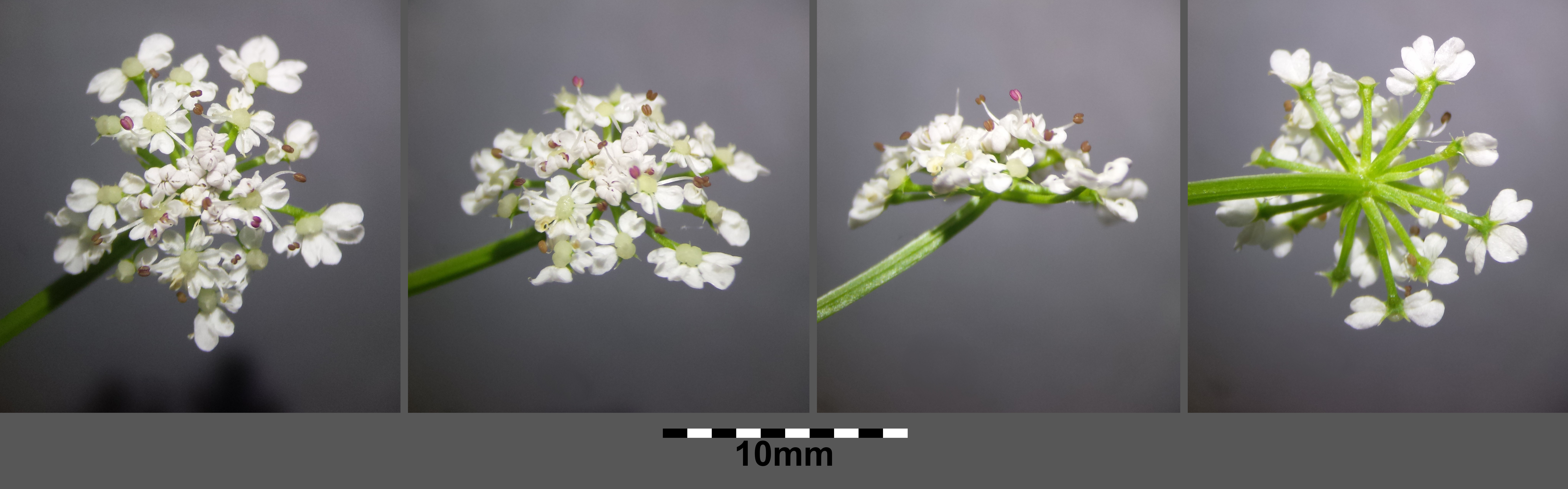
Kwiaty

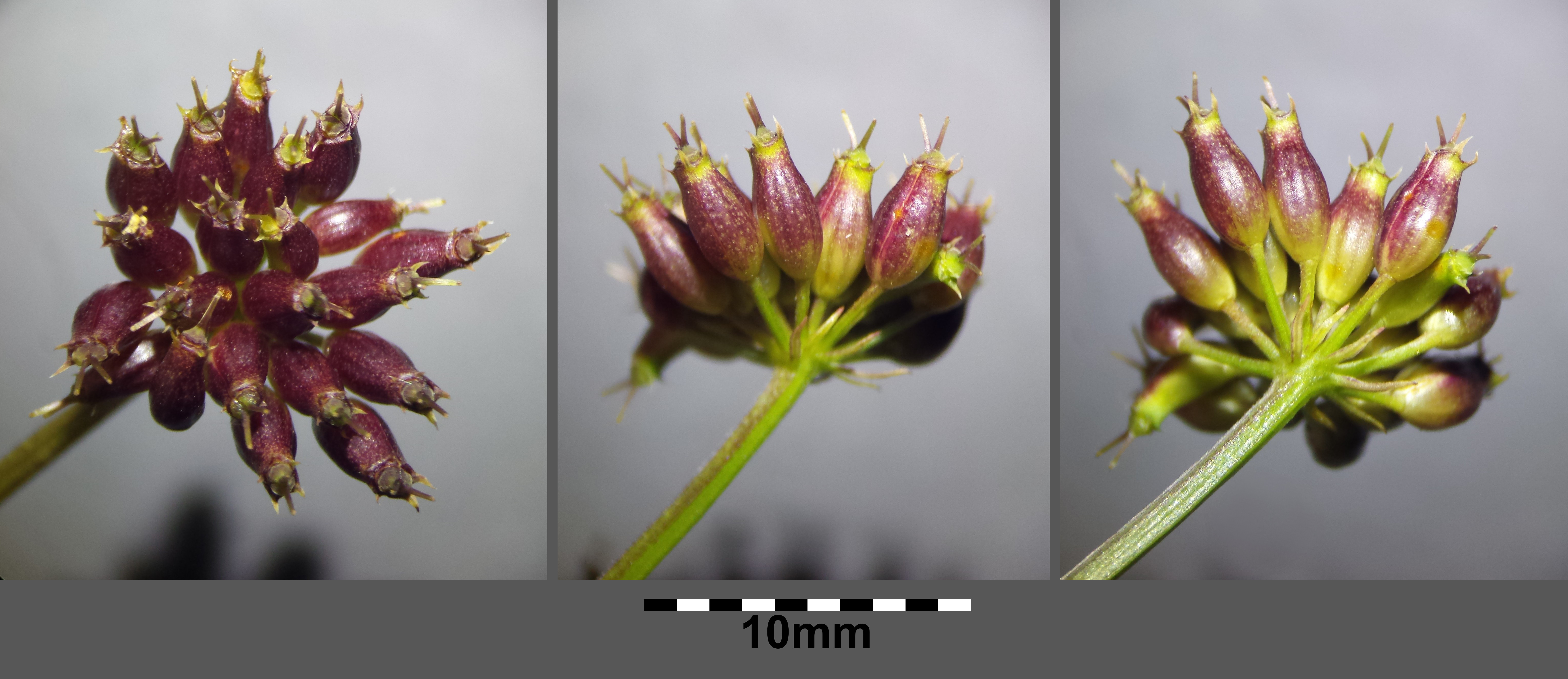
Owoce

## Morfologia
ŁodygaOsiąga od 30 do 200 cm wysokości, jest bruzdkowana i dęta (wewnątrz pusta). W górze zwykle silnie rozgałęziona, w dole zgrubiała i tu osiąga do 8 cm średnicy. Poniżej przechodzi w krótkie i grube kłącze. Cienkie korzenie wyrastają z kłącza i dolnej części łodygi, z niej też wychodzą rozłogi.
LiścieTrójkątne w zarysie i wielokrotnie pierzaste (2, 3 do 5 razy). Odcinki liści podwodnych podzielone są na łatki nitkowate, równowąskie, a nadwodnych są jajowato lancetowate i wcinane. Im niżej położone liście tym dłuższe mają ogonki, u nasady z pochwą błoniasto obrzeżoną i z uszkami.
KwiatyZebrane w baldaszki, których 6–15 tworzy baldach złożony. Pokrywy są kilku listkowe lub ich brak. Pokrywki są szydłowate lub lancetowate i jest ich 5 do 10. Ząbki kielicha mają do 1 mm długości, są szydłowate i odstające. Płatki korony są białe, wycięte, na brzegu baldaszka nieco większe niż w jego środku. Zachowujące się na owocu szyjki słupka są rozchylone i osadzone na tępo stożkowatym krążku miodnikowym.
OwocObłe, jajowate rozłupnie o długości do 5 mm i szerokości 1,5 mm, na przekroju koliste. Rozpadają się na dwie półkoliste rozłupki o szerokich i gąbczastych żebrach.

## Biologia i ekologia
Rośnie zarówno jako roślina jednoroczna i dwuletnia. Występuje w płytkich – do kilkudziesięciu cm głębokości wodach stojących, zwykle eutroficznych, na podłożu mineralno-organicznym. Gatunek ten spotkać można w zbiornikach astatycznych, w stawach, rowach, starorzeczach, w płytkich partiach jezior. Kwitnie od czerwca do sierpnia. Gatunek charakterystyczny dla związku zespołów Phragmition i zespołu – szuwaru kropidła wodnego i rzepichy ziemnowodnej Oenantho-Rorippetum. Nierzadko rośnie w płatach jednogatunkowych.
Właściwości toksyczne
W roślinie zawarta jest silnie trująca enantotoksyna oraz olejek eteryczny (do 2,5%), którego głównym składnikiem (do 80%) jest również trujący terpen – felandren. Zarówno substancja toksyczna, jak i objawy zatrucia są podobne jak w przypadku nieco podobnego i zasiedlającego podobne siedliska szaleju jadowitego. Zwierzęta, które spożyją ziele kropidła dostają silnych skurczy mięśniówki jelit, drgawek, biegunki i w ciągu jednej do kilku godzin może nastąpić ich śmierć. Dawki toksyczne w g na kg masy ciała wynoszą od 1 do 2 w przypadku koni, bydła, owiec i świń.